# 結城かれん
結城 かれん（ゆうき かれん）は、日本のAV女優。ベネスプロモーション所属。
趣味・特技:DVD鑑賞、レゲエダンス

## 略歴
2008年（平成20年）にAVデビュー。

## 出演作品

### アダルトビデオ
2008年
- ザ・面接 VOL.104 真性潮吹き パイパン祭り （8月21日、アテナ映像）共演:朝比奈まりん、小雪桃、響愛莉、麻生亜衣、榎本弥生、芳本志乃、伊東りな、椎名つかさ
- 巨乳女子校生 6 （8月22日、BAZOOKA）他出演:長谷川ミュウ、山本ルイサ、夏川亜咲、姫咲まりあ
- 制服hunt 15 （9月19日、ゴーゴーズ）
- キャンギャル放浪記 シリーズ1 キャンペーンガールと奴隷商人の恋（9月19日、RINGS）共演:むかいねね
- 狂乱アクメ 執行番号35 （9月20日、プレステージ）
- 失神寸前! 競水アクメ娘 結城ちゃん （9月26日、RINGS）
- フェラコレ2008秋SP （10月11日、隼エージェンシー）他多数出演
- レイプターゲット （10月11日、隼エージェンシー）他出演:佐田あゆみ、仲村ろみひ、ひなのりく、愛菜りな、工藤れいか
- Hな女子校生 （10月19日、ミスター・インパクト）
- キャバ嬢とアフター 3 （10月31日（レンタル）／11月14日（セル）、LEO）他出演:瀬咲るな、叶夢、児玉ゆい
- M男クンの手錠のカギ、貸します （11月5日、ワープエンタテインメント）共演:川上ゆう
- フェラコレ★ナンパ編 12人のフェラ好きギャル!（11月8日、隼エージェンシー）他11名出演
- 媚薬FUCK 2 （11月8日、隼エージェンシー）他出演:三浦亜沙妃、佐田あゆみ、綾瀬なな、瀬織さら
- Peaches&Cream Hip 〜巨尻×ドスケベ×女子校生〜（11月22日、オーロラプロジェクト）
- こだわりの手コキ 4時間SP 10 30人のハンドメイド（12月13日、隼エージェンシー）他29名出演
- MODEL CLUB CLASS A ver.30 （12月19日、silvia）他出演:飯島くらら

2009年
- ヤレると噂のコンパニオンを求めて旅館へ行ったら、実はお触りNGの正統派でガックリ…。それで悔しいからエロくなる媚薬をこっそり酒に混ぜたら、想像以上にスケベになり過ぎて大変なことになった!（1月8日、Hunter）共演:泉百合、夏目やよい、浅野莉奈
- 後背位から挿れよぉよ。（1月16日、セックスエージェント）
- 近親相姦 妹、娘に自分勝手な欲情をぶつける男たち（1月19日、ミスター・インパクト）他出演:石川みずき、水野さやか、桐島みずほ、星野きせき、加羽ゆい
- 制服縞パンニーソックス たっぷり4時間 2（2月13日、TMA）他出演:綾瀬メグ、叶夢、早乙女ルイ、さくら愛々、つぼみ、渋谷梨果、鈴木千里
- 女子校生とヲジサンのベロベチョ接吻とにゅるぬる手コキ（2月15日、ワープエンタテインメント）他出演:つぼみ、むかいねね、南つかさ、水森あおい、澄川ロア、綾瀬メグ、石川みずき、川上ゆう、仲村ろみひ
- フェラマニア Vol.5 （2月19日、ミスター・インパクト）他多数出演
- お仕置き 6 （3月1日、中嶋興業）
- 違法営業中のMAX勃起エステ （3月5日、アイエナジー）共演:七瀬かすみ、美希
- カラダイイオンナ 4 （3月6日、エッチアールシー）
- S-Cute ex 26 （3月28日、S-Cute）他出演:あすかみみ、大塚咲、藤崎もえ
- 黒タイツ女子校生しか見たくない! 4時間 （5月15日、TMA）他出演:つぼみ、愛々、綾瀬メグ、叶夢、渋谷梨果、早乙女ルイ、鈴木千里
- 拘束生乳集団揉み （6月1日、中嶋興業）他出演:小宮ゆい、花野真衣、中森玲子、根本あきこ、星川麻美、立花かすみ、速水百花
- レイプ240 2 〜媚薬を飲まされレイプされた12人の女たち〜 （7月15日、隼エージェンシー）他11名出演
- 45人のおっぱいを揉んで!吸いまくる! （7月19日、ミスター・インパクト）他44名出演
- B.B.ボーイズ番外編 女子校生の乳首弄（いじ）りアルバイト（7月25日、アロマ企画）他出演:みはる、赤西あずさ、君嶋かりん、早乙女美奈子
- ディルドにまたがる女子校生 3（8月25日、アロマ企画）他出演:七咲楓花、鈴木ありす、小宮ゆい、東野愛鈴、さくら美羽、赤西あずさ、鈴木千里
- 脚を伸ばしてオナニーする女達 2（9月4日、オフィスケイズ）他出演:神崎レオナ、千野美帆、速水百花、黒澤愛希、吉田あいり ほか
- いきなりクンニで何度もイカされちゃった私（9月4日、オフィスケイズ）他出演:立木ゆりあ、桜庭彩、藤木ルイ、楓まお、朝比奈瑠依
- 若妻 〜イキすぎっ! 敏感新婚幼妻〜 （9月18日、Venus-Femme）
- 人妻浣腸マリオネット あなたを守れるなら… （10月7日、アタッカーズ）
- ズボズボ!指入れオナニー 5（10月9日、オフィスケイズ）他出演:あすかみみ、村瀬優花、鈴木茶織、七瀬かすみ
- スッポンしゃぶり（10月23日、映天）他出演:片瀬くるみ、神崎レオナ、安藤なつ妃、真矢ひとみ、早瀬穂波

### イメージビデオ
2009年
- ゲキ着!素人 （8月6日、グラマラスキャンディ） ※「かれん」名義